# Curdin
Curdin település Franciaországban, Saône-et-Loire megyében. Lakosainak száma 337 fő (2022. január 1.). Curdin La Chapelle-au-Mans, Gueugnon, Neuvy-Grandchamp és Rigny-sur-Arroux községekkel határos.

## Népesség
A település népességének változása:
| Lakosok száma | 324  | 319  | 326  | 316  | 314  | 319  | 325  | 330  | 337  |
|               | 2013 | 2015 | 2016 | 2017 | 2018 | 2019 | 2020 | 2021 | 2022 |